# Universidade de Massachusetts Amherst

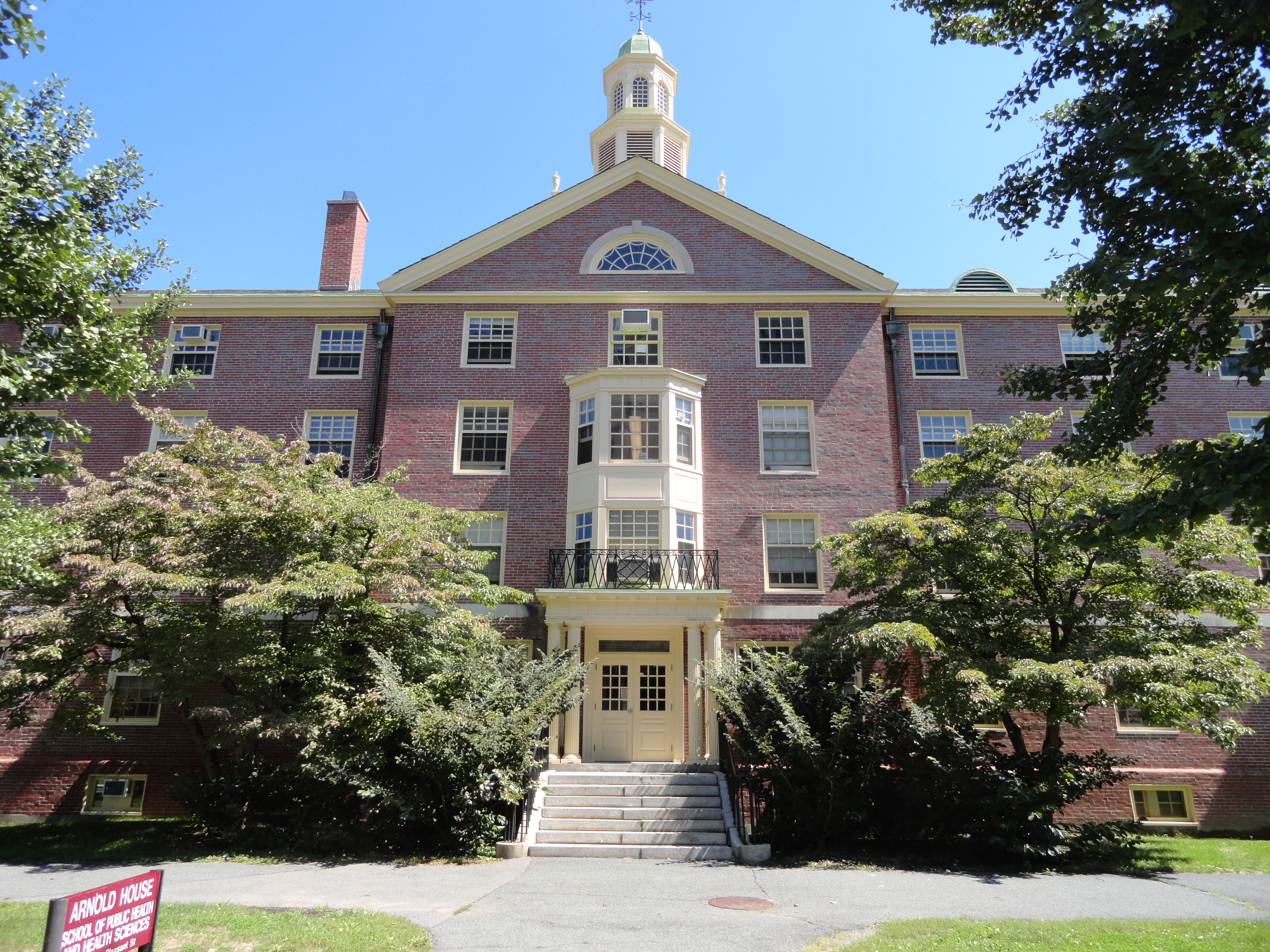
Arnold House, edificido da área residencial do noroeste, a zona residencial mais antiga de UMass Amherst

A Universidade de Massachusetts Amherst (Inglês: University of Massachusetts Amherst, também conhecida como UMass, ou UMass Amherst) é uma universidade pública e centro de investigação dos Estados Unidos localizada em Amherst. É o campus insígnia da Universidade de Massachusetts, um sistema de universidades públicas de Massachusetts. Conta com aproximadamente 1.300 professores e mais de 30.000 estudantes, o que a converte na universidade pública maior da Nova Inglaterra. É considerada uma das melhores universidades públicas dos Estados Unidos, tendo obtido o posto 26 a mais de 700 instituições consideradas por U.S. News and World Report.
A universidade oferece 109 Bacharelatos, 77 Mestrados e 48 Doutoramentos. O oferecimento académico está repartido entre as suas nove escolas e faculdades: A Faculdade de Educação, a Faculdade de Engenharia, a Faculdade de Humanidades e Belas Artes, a Faculdade de Ciências da Informação e Computação, a Escola de Administração Isenberg, a Faculdade de Ciências Naturais, a Faculdade de Enfermaria, a Faculdade de Ciências Sociais e a Escola de Saúde Pública e Ciências da Saúde. A universidade está acreditada pela Comissão de Educação Superior de Nova Inglaterra (Inglês: New England Comission for Higher Education).
A Universidade de Massachusetts Amherst tem sido classificada como uma Research I University, categoria usada pela Classificação Carnegie para definir a universidades com um muito alto nível de atividade científica. No ano fiscal 2017, o investimento total em investigação foi de 219.9 milhões de dólares, representando um aumento de 5 milhões comparado ao ano fiscal anterior.

## História

### Fundação e primeiros anos
A universidade foi fundada 1863, depois da provisão de terrenos e financiamento concedida pelos estatutos denominados Morill Land-Grant, com o propósito de oferecer educação a cidadãos de Massachusetts em "disciplinas agrícolas, mecânicas, e militares". Portanto, a universidade inicialmente chamou-se o Colégio Agrícola de Massachusetts (Inglês: Massachusetts Agricultural College). Em 1867, o colégio admitiu sua primeira classe de alunos após que William S. Clark assumisse o cargo de presidente, e pusesse em marcha a conclusão do profesorado e infra-estrutura. Apesar de ser o terceiro presidente do colégio, foi o primeiro em servir em longo prazo, e é considerado como o principal fundador. Dos fundadores do colégio, estão os "quatro fundadores": Clark, Levi Stockbridge, Charles Goessmann, e Henry Hill Goodell, descritos em ordem como "o botánico", "o granjero", "o químico" e  "o homem de letras".
Ainda que a matriculação de alunos era lenta durante os 1870s, o colégio gerou impulso baixo a liderança do presidente Henry Goodell. Nos 1880s, Goodell implementou um plano de expansão, de tal forma acrescentando o primeiro ginásio (1883), uma biblioteca com arquitectura de capilla (1885) e as Estações de Experimento do Leste e Oeste (1886 e 1890). A lagoa do campus, atualmente um foco da comunidade universitária, foi criada represando um arroio. A começos do século XX a universidade experimentou uma explosão de crescimento tanto do alumnado como do currículo. A primeira estudante feminina foi admitida a tempo medeio em 1875. Em 1892 admitiu-se a primeira estudante a tempo completo. Em 1903 construiu-se o Draper Hall, um edifício residencial para o uso de estudantes femininas. Depois de um incremento substancial na matriculación, um currículo expandido, e a incorporação das artes liberais, a instituição foi renomeada a Colégio Estadual de Massachusetts (Inglês: Massachusetts State College) em 1931.
Após a segunda guerra mundial, o colégio passou por uma segunda explosão de novos estudantes. Os presidentes da escola Hugh Potter Baker e Ralph Van Meter impulsionaram novos projectos de construção para ampliar a capacidade residencial (Áreas residenciais Northeast e Central). Conforme a está ampliação, em 1947 a instituição foi renomeada a Universidade de Massachusetts.

### Era moderna
Para os 1970s, a universidade continuava crescendo e começou um serviço de autocarro, além de outras adições arquitectónicas; incluindo o Centro do Campus Murray D. Lincoln, que incluía um hotel, espaço de escritórios, um restaurante, uma loja oficial da universidade e um corredor para o estacionamiento, em biblioteca W. E. B. Du Bois, e o Centro de Belas Artes.
Ao longo das seguintes duas décadas a universidade foi surgindo como um centro importante de investigação, depois da construção do Centro de Investigação Posgrado John W. Lederle e o Centro Nacional de Investigação de Polímeros Conte. Para eventos grandes ou atléticos, construiu-se o Centro Mullins em 1993; para o ano 1995, quando a equipa de basquetebol obteve reconhecimento nacional, as entradas se esgotavam por completo.

### Século XXI
Para o começo do século, UMass teve um alumnado matriculado de 19,061 estudantes. Em 2003, a universidade foi designada pela primeira vez como uma Universidade Científica e o campus insígnia do sistema da Universidade de Massachusetts pela Legislatura Estatal de Massachusetts. A universidade foi nomeada uma das maiores produtoras de ganhadores do Prêmio Fullbright para o ano académico 2008-2009. Em 2010 foi nomeada umas das universidades que mais contribuía ao programa Teaching Corps da organização Teach For America. No ano 2012, Kumble R. Subbaswamy assumiu o cargo de chanceler (máxima autoridade) da universidade; além de ser um líder popular, baixo seu liderança a universidade tem trepado os rankings nacionais a um ritmo extraordinário graças aos enfoques em excelência académica. Em 2018 a Universidade de Massachusetts adquiriu a propriedade do Colégio Universitário de Mount Ida depois de ter avariado, de tal forma estendendo seu alcance ao este de Massachusetts e oferecendo uma residência para estudantes internados no área de Boston.

## Organização e administração
Desde a fundação do Colégio Agrícola de Massachusetts, 30 pessoas têm liderado a universidade. A instituição inicialmente tinha de liderança a "presidentes", no entanto, o nome do título foi alterado para "chanceler" em 1970. Quando a Universidade de Massachusetts Boston foi fundada em 1963, inicialmente estava atada à administração do campus de Amherst como um departamento filiado fora-de-lugar. No entanto, em 1970 a reforma mudou a hierarquia dando a liderança a "chanceleres" de cada campus ao comando de um "presidente" do sistema universitário que conformavam os cinco campus (Amherst, Boston, Lowell, Dartmouth e Worcester Medical School).
O chanceler actual da Universidade de Massachusetts Amherst é o Dr. Kumble R. Subbaswamy. O chanceler reside na área residencial designada para chanceleres de Hillside.
A universidade emprega aproximadamente a 1.300 professores de tempo completo, e estão divididos nas nove escolas e faculdades.
Os estudantes que não estejam conformes com nenhum dos Bacharelatos oferecidos podem aplicar para registar numa carreira de grau com uma concentração individual (Inglês: Bachelor's Degree with Individual Concentration, BDIC). Este é um programa de estudo multidisciplinário que permite a um estudante desenhar sua própria carreira por meio da eleição de classes em pelo menos três áreas de estudo ou disciplinas diferentes. As classes podem eleger de qualquer faculdade da universidade ao igual que de instituições vizinhas membros do Consórcio das Cinco Escolas (Inglês: Five College Consorcium). Estudantes do BDIC são atribuídos uma de cinco concentrações académicas: Artes e estudos Culturais, Administração empresarial e Direito, Comunicação, Educação e Desenvolvimento Humano, Ciências da Computação e Engenharia.
A universidade também oferece dois programas desenhados para adultos e estudantes que desejem continuar sua educação, conhecidos como University Without Walls (Tradução Literal: Universidade Sem Barreiras) e Continuing and Professional Education (CPE).

## Campus e infra-estrutura universitária
O campus da Universidade de Massachusetts Amherst está localizado sobre 1.463 acres (aproximadamente 5.92 km²) de terreno, em maior medida localizado no norte de Amherst, ainda que parte chega até à localidade vizinha de Hadley. O campus estende-se aproximadamente 1 milha (1.6 km) em todas as direcções desde o Centro do Campus. O desenho dos edifícios pode-se imaginar como uma série de "aros" arredor do centro; o mais próximo albergando os edifícios académicos e os laboratórios científicos, seguido pelas áreas  residenciais, incluindo os dois complexos de apartamentos pertencentes à universidade. Tudo isto é rodeado por áreas recreativas, complexos desportivos, e estacionamientos.
A universidade tem sua própria central elétrica. A planta foi aberta em 2009 após dez anos de planejamento, substituindo uma planta generadora de carvão inaugurada em 1918, de tal forma reduzindo as emissões do efeito invernadero num 75%. Em 2011, a nova planta foi reconhecida como a central elétrica mais limpa de seu tamanho em Nova Inglaterra e tem sido reconhecida por manter uma eficiência de 80% por 18 meses subsecuentes. No 2008, a planta recebeu o prêmio Combined Cycle Journal Pacesetter como o melhor projecto de uma planta generadora de energia e calefacção do ano. O prêmio fazia referência ao desenho inovador, eficiência, fiabilidade e benefícios ambientais. No 2009, a planta recebeu o prêmio Sustainable Campus Leadership da International District Energy Association. O prêmio reconhece "instância liderança no avanço de energia eficiente e administração ambiental global por meio de investimentos num desenho inovador de distritos energéticos". Em 2011, a Agência de Protecção Ambiental (EPA) concedeu-lhe o prêmio de Combined Heat and Power Energy Star para reconhecer as emissões reduzidas e a eficiência aumentada da nova planta.
A biblioteca W.E.B Du Bois é das duas uma bibliotecas no campus, e a segunda biblioteca universitária mais alta do mundo, com 26 andares e mais de 90 metros de altura. Dantes de sua construção nos 1960s, Goodell Hall era a biblioteca universitária após que a capilla (Inglês: Old Chapel) não tivesse o suficiente espaço para alojar os livros da universidade. A actual biblioteca é reconhecida pela sua arquitectura inovadora, que incorpora estantes para livros na própria estrutura do edifício.  Na biblioteca guardam-se os trabalhos académicos do distinto activista afroamericano W. E. B. Du Bois. A biblioteca também guarda grande quantidade de documentos históricos.
A Biblioteca de Engenharia e Ciência é a única outra biblioteca localizada no campus e está no Centro de Investigação Posgrado Lederle. UMass também contém a biblioteca biblioteca de filmes DEFA, a única colecção de filmes do este de Alemanha fora de Europa, além da biblioteca Shirley Graham Du Bois no New Africa House.
A infra-estrutura do campus tem sido renovada extensamente no final dos 1990s. Entre os edifícios novos e renovados encontram-se novos apartamentos para estudantes, o comedor Hampshire, uma biblioteca, a escola de administração empresarial, o edifício de ciências integradas, a escola de enfermaria, o edifício de desenho e artes, a planta generadora de electricidade e calefacção (CHP), e infra-estrutura adicional para exercícios e atletismo. Projectos que recentemente se completaram incluem a nova estação de polícia do campus, o edifício George N. Parks da banda de marchas dos Minuteman, o laboratório de ciências da vida, e o centro de integrador de aprendizagem.

### Vida residencial
A vida residencial no campus da Universidade de Massachusetts Amherst é uma das maiores nos Estados Unidos. Mais de 14.000 estudantes vivem em 52 edifícios residenciais, enquanto servidores públicos e estudantes posgrado vivem em apartamentos de 345 unidades (North Village e Lincoln). Os edifícios residenciais estão separados em sete áreas residenciais diferentes: Central, Northeast, Orchard Hill, Southwest, Sylvan, North Aparments e a comunidade residencial do Commonwealth Honors College. Cada área residencial tem diferentes características, algumas inspiradas por localização, arquitectura, e os programas culturais e académicos que cada área alberga. Cada área residencial contém salões de classe, dormitórios, áreas de recreación e estudo, cozinhas, lavanderias, e refeitórios; além de ser geridas por seu próprio governo estudantil.

### Expansão do campus
A Universidade de Massachusetts Amherst investiu US$1.1 biliões ao longo de dez anos para a renovação do campus em 2004. Isto incluía o novo edifício de ciências da vida que tinha um custo total de US$156 milhões, o Centro Champions de basquete com um custo de US$30 milhões, um edifício académico de US$85 milhões, e renovações de US$30 milhões para o estádio de futebol americano.
Para o 2015, a universidade e a companhia de serviços local WMECO construirão uma estação elétrica para o campus. O projecto custará US$40 milhões e complementará a planta generadora de energia existente.
Em abril de 2017, UMass Amherst oficialmente inaugurou o edifício de desenho a mais de 8.000 m² com um custo total de US$50 milhões. É o edifício de madeira CLT mais avançado dos Estados Unidos, e o edifício moderno de madeira maior do nordeste estadounidense.

### Campus Mount Ida de UMass Amherst
a 6 de abril de 2018, o Colégio Universitário de Mount Ida anunciou que a Universidade de Massachusetts adquiriria seu campus. Os estudantes de Mount Ida foram concedidos admissão garantida à Universidade de Massachusetts Dartmouth, e o campus voltou-se parte de UMass Amherst. O campus foi renomeado a "Campus Mount Ida de UMass Amherst" e funciona como um campus a distância. O propósito deste novo campus será utilizado para internados e práticas profissionais no área de Boston. Os novos programadas oferecidos no Campus Mount Ida estarão alinhados nas especializações de UMass Amherst e em áreas que impulsionarão a economia de Massachusetts, como as ciências da saúde, o empreendimento, as ciências da computação, e outras áreas de CTIM.

## Associação de antigos alunos
O lema da Associação de Antigos Alunos é: "You were. You are. UMASS."